# Jacobitisme
Ne doit pas être confondu avec Jacobinisme.

La Rose blanche d'York, symbole des jacobites.

Le « jacobitisme » historique est un mouvement politique proche des tories entre 1688 et 1807, composé de ceux qui soutenaient la dynastie détrônée des Stuart et considéraient comme usurpateurs tous les rois et les reines britanniques ayant régné pendant cette période. Soutenu par les monarchies catholiques française et espagnole, il était surtout implanté en Irlande et dans les Highlands d'Écosse qui furent le théâtre de plusieurs révoltes soutenues par la France. Plus marginalement, le jacobitisme disposait également d'un certain nombre de partisans dans le nord de l'Angleterre et au pays de Galles.
En 1688, le roi Jacques II d'Angleterre et d'Irlande et VII d'Écosse (1633 – 1701) fut détrôné par un coup d'État, appelé par les historiens Glorieuse Révolution, mené par une armée hollandaise de 25 000 hommes, dont plus de 7 000 huguenots français. Le roi est chassé et une bonne partie de ses pouvoirs transmis au Parlement, où les lois seront élaborées par le parti whig.
Les royalistes britanniques qui lui étaient restés fidèles, de même qu'à ses successeurs, sont connus sous le nom de jacobites car le prénom du roi, en latin, est « Jacobus ». Les historiens évaluent à 40 000 le nombre de réfugiés jacobites en France, qui ont émigré après la Glorieuse Révolution, dont environ 60 % étaient irlandais, 34 % anglais et 6 % écossais. Parmi eux, 40 % étaient de familles aristocratiques, dont un grand nombre d'officiers de l'armée du roi. En France, ils ont constitué la cour jacobite de Saint-Germain en Laye et la puissante communauté des Irlandais de Nantes.
Apparu plus tard, le jacobitisme dit « moderne » est un mouvement très marginal composé de ceux qui considèrent qu'étaient illégitimes tous les rois et les reines ayant régné sur les pays de l'Empire britannique et du Commonwealth après 1688, en particulier parce que ces souverains ont abdiqué une grande part de leur pouvoir en faveur du parlement. Les jacobites modernes considèrent que la reine Élisabeth II (1926-2022, reine entre 1952 et 2022) n'est que « la princesse Philippe de Schleswig-Holstein-Sonderbourg-Glücksbourg ».[réf. nécessaire]

## La première vague d'émigrés jacobites à l'époque Cromwell
Célèbre pour, au terme d'un procès d'une semaine très controversé, avoir fait décapiter à la hache le roi d'Angleterre, d'Écosse et d'Irlande Charles Ier, Oliver Cromwell s'est aussi distingué par le massacre de 2 000 personnes lors de la prise de la ville de Drogheda en Irlande.
Ces violences ont entraîné la première vague d'émigration en France de jacobites irlandais, lesquels prirent la direction du port de Nantes, tandis que les colons installés par Cromwell sur les meilleures terres de l'Ulster, en Irlande du Nord, ont constitué le premier motif de conflit.

## Les origines dynastiques du jacobitisme
Jacques II et VII était l'arrière-petit-fils de la catholique Marie Stuart (1542 – 1587), reine de France et épouse (1544 – 1560) du roi François II, qui a régné de 1559 à 1560, et reine souveraine d'Écosse (depuis 1542, détrônée en 1567). Jacques II et VII était aussi le petit-fils du roi Jacques (1566 – 1625), le fils de Marie Stuart qui est connu comme Jacques VI et Ier, roi d'Écosse (régnant depuis 1567) et comme Jacques Ier, roi d'Angleterre et d'Irlande (régnant depuis 1603, l'année où il a hérité de ces autres trônes et qui, après cette succession a réuni toutes les Îles Britanniques sous l'autorité d'un seul monarque. Jacques II et VII était aussi le fils cadet du roi Charles Ier (1600 – 1649, qui régnait depuis 1625 et qui était lui-même le fils du Jacques Ier et VI) et de la reine d'Angleterre, Henriette-Marie de France (1609 – 1669).

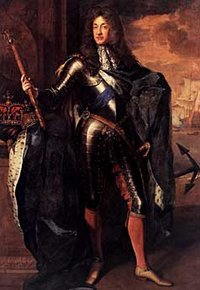
Portrait de Jacques II par Sir Godfrey Kneller (1684).

La reine Henriette-Marie de France était la fille d'Henri IV (1553 – 1610, régnant depuis 1589), la sœur de Louis XIII (1601 – 1643, régnant depuis 1610) et la tante de Louis XIV (1638 – 1715, régnant depuis 1643). Louis XIV, donc, était le cousin germain de Jacques II d'Angleterre et VII d'Écosse.

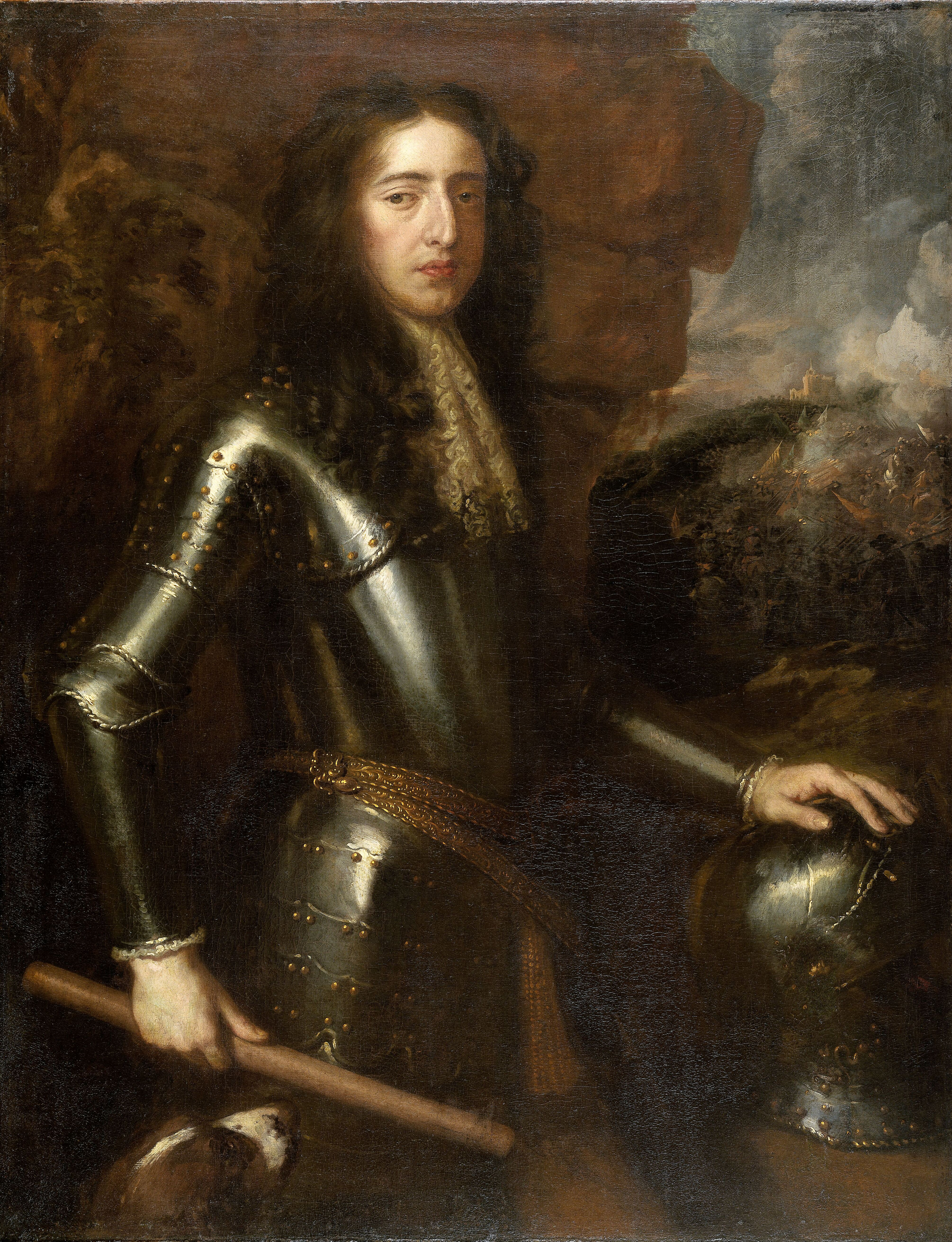
Guillaume III d'Orange-Nassau.

Le frère aîné de Jacques II et VII, Charles II (1630 – 1685), a succédé en droit à son père, après l'exécution de celui-ci en 1649. Il se battit sans succès pendant deux ans pour s'installer sur les trônes anglais et écossais. Il n'a été restauré sur le trône qu'en 1660, après encore 9 ans d'exil avec son frère Jacques et le reste des Stuart. Pendant ces années-là, la Grande-Bretagne et l'Irlande étaient une république unie, dirigée par le « lord-protecteur » Oliver Cromwell, qui faisait régner par la terreur un ordre puritain qu'inspire la « New Model Army ».
En dépit des rivalités commerciales entre les deux royaumes, la sœur aînée de Jacques II et VII, Marie-Henriette Stuart, princesse royale de Grande-Bretagne et d'Irlande (1631 – 1660) s'est mariée avec le gouverneur (stadhouder) des Provinces-Unies (les Pays-Bas), le comte Guillaume de Nassau (1626 – 1650), prince d'Orange, qui gouvernait comme Guillaume II depuis 1647. Ils eurent un fils qui s'appelait aussi Guillaume (1650 – 1702). Il sera stadhouder des Provinces-Unies entre 1672 et 1702, sous le nom de Guillaume III.
Quand il était alors le prince Jacques, duc d'York, Jacques II et VII s'est marié deux fois.

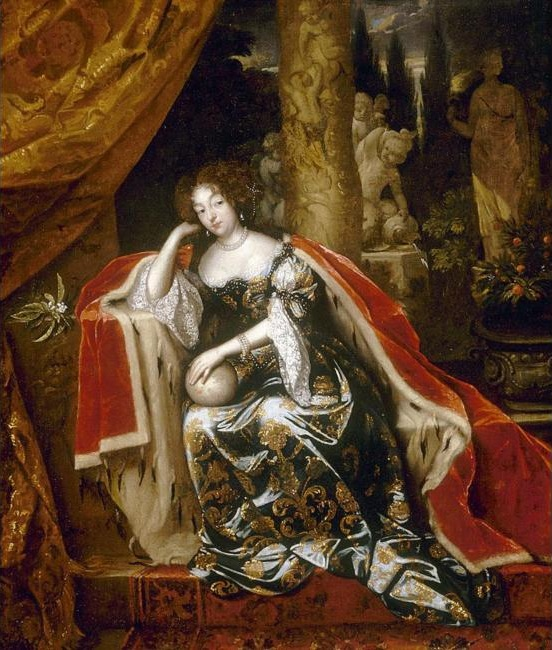
Portrait de Marie d'York par Caspar Netscher (1676).

Sa première épouse était Anne Hyde, la fille d'un des ministres et conseillers préférés du roi Charles Ier et du roi Charles II en exil, le « commoner » Edward Hyde (puis 1er comte de Clarendon). Le couple avait deux filles qui sont toutes deux reines d'Angleterre.
La fille aînée était la princesse Marie d'York (1662-1694) qui devait épouser Louis, le Grand Dauphin (1661-1711). Mais, en 1677, malgré les protestations de son père le prince Jacques, elle fut obligée par son oncle Charles II de se marier avec son cousin germain, Guillaume III, prince d'Orange. Guillaume III d'Orange-Nassau, donc, n'était plus seulement le neveu du futur Jacques II et VII mais aussi son gendre. Ces alliances matrimoniales prenaient place alors que les guerres anglo-néerlandaises se déroulaient sur les mers. Guillaume III d'Orange-Nassau et Marie d'York étaient mari et femme et aussi cousins germains. Le couple n'a eu aucun enfant qui ait atteint l'âge adulte.
La fille cadette de Jacques II et VII était la princesse Anne d'York (1665-1714), laquelle devint en 1683 l'épouse du Prince Georges de Danemark (1653-1708). Ils eurent onze enfants mais aucun n'atteint l'âge adulte non plus, laissant potentiellement le trône vacant.
En 1673 (après la mort de sa femme, Anne Hyde, en 1671), le prince Jacques se remaria avec une Italienne, la princesse Marie de Modène (1658-1718).
En juin 1688, après plusieurs fausses couches, la princesse (devenue reine) eut un fils, Jacques François Stuart, prince de Galles (1688-1766).
Quatre ans plus tard, en exil à Saint-Germain-en-Laye, elle eut une fille, la princesse Louise Marie (1692-1711).

## La Glorieuse Révolution de 1688 et la naissance des prétentions jacobites
Jacques II et VII fut contraint d'abandonner le pouvoir après le débarquement en Angleterre de troupes hollandaises de son neveu et gendre Guillaume III, prince d'Orange. Guillaume et son épouse Marie ont été invités à remplacer leur père et oncle par le Parlement et les Whigs.

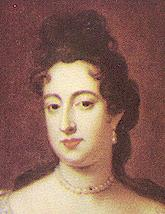
Marie II d'Angleterre.

En 1689, Guillaume et sa femme la princesse Marie sont conjointement proclamés roi et reine d'Angleterre, d'Irlande et d'Écosse Guillaume III et Marie II par les parlements d'Angleterre et d'Écosse. Jacques II et son fils Jacques, le prince de Galles sont alors exclus de la ligne de succession. Le parlement d'Irlande n'a jamais été consulté (depuis 1494, le parlement anglais avait le droit de faire des lois pour l'Irlande sans consulter le parlement irlandais). La reine Marie II meurt en 1694 ; le roi Guillaume III continue de régner seul jusqu'à sa propre mort en 1702.
En 1701 le parlement anglais déclare qu'aucun catholique (ou personne avec un conjoint catholique) ne pourrait hériter des trônes britannique et irlandais. Les parlements écossais et irlandais refusent de promulguer la même loi d'interdiction. Au roi Guillaume succède sur les trois trônes sa belle-sœur Anne. Pendant son règne les parlements écossais et anglais sont abolis en 1707. Le Parlement de Grande-Bretagne a définitivement remplacé les parlements d'Angleterre et d'Écosse. Le successeur de la reine Anne est la personne protestante la plus proche du trône. Il s'agit de George Ier, électeur de Hanovre, (1660-1727) un descendant d'une sœur du roi Charles Ier. George Ier n'était pourtant que 56e en ligne de succession, mais, comme les 55 autres personnes avant lui étaient catholiques, il peut ainsi accéder au trône, selon la nouvelle loi sur la « succession protestante ». Les Jacobites n'ont jamais reconnu ce deuxième coup d'État non plus. Le nouveau souverain britannique ne parle pas anglais.
De 1688 jusqu'à la mort de la reine Anne, les partisans de ces « coups d'État » ont été appelés les Orangistes (d'après Guillaume d'Orange). Par la suite, avec l'accession au trône de George Ier en 1714, ces mêmes partisans ont été qualifiés d'Hanovriens.
C'est pour défendre les droits du roi Jacques II et VII et – après sa mort en 1701 – de son fils Jacques François Stuart (proclamé « Jacques III et VIII ») que de nombreux Britanniques et Irlandais, devenus les Jacobites, se sont révoltés à plusieurs reprises entre 1689 et 1746.

## Une émigration massive, et une forte présence des jacobites dans l'armée française
Il est possible d'évaluer, avec une relative exactitude la première vague d'émigration, de loin la plus considérable. Les historiens de l'Irlande fixent le nombre de militaires passés au service de Louis XIV, après le traité de Limerick, à un peu plus de 19 000. En ajoutant la brigade de Mountcashell, débarquée dès avril 1690, on obtient un total de 25 000 officiers et soldats.
Les vols d'« oies sauvages » se poursuivirent et de nouvelles recrues vinrent combler les vides d'après 1697, date où Louis XIV licencia une partie de ses régiments étrangers. La réforme de 1763 les réduisit à moins de 4 000 officiers et soldats. Tous les réfugiés, toutefois, n'étaient pas militaires et, bien que majoritaires, les Irlandais ne furent pas les seuls à suivre dans sa retraite leur souverain déchu. L'Angleterre et l'Écosse ont fourni leur contingent, surtout de grands seigneurs. Au total, l'émigration a pu concerner 50 000 personnes.
Les Jacobites firent, dans les armées du continent, des carrières plus qu'honorables et souvent exceptionnellement brillantes. En France, deux d'entre eux parvinrent au XVIIIe siècle au maréchalat. On a aussi décompté 18 lieutenants généraux, 14 maréchaux de camp. Parmi ces lieutenants généraux, François Bulkeley, Charles Fitzjames, Pierre Nugent, Charles-Edouard Rothe, Michel Rothe, Edouard Fitzjames, Mathieu Cook, André Lée.
Contrairement aux diasporas confessionnelles d'Europe (Marranes du Portugal, Protestants de Lucques ou de Sienne, Huguenots de France) ou d'Asie (Juifs, Parsis, Arméniens), celle des Jacobites n'est pas le fait d'une minorité religieuse, mais un phénomène politique consécutif à une révolution, qui s'apparente en cela davantage à l'émigration française des années 1790.
En Espagne, le premier régiment, Irlanda, fut constitué en 1698 et ceux d'Ultonia et Hiberna en 1709. En 1758, leurs effectifs s'élevaient à 4 200 officiers et soldats. La plupart des réfugiés qui s'établirent en Espagne, Naples, Rome, Autriche, Prusse et même Russie, étaient d'abord passés par la cour jacobite de Saint-Germain en Laye.

### La cour jacobite de Saint-Germain-en-Laye
La plus grosse concentration de Jacobites sur le continent s'était regroupée à Saint-Germain-en-Laye autour de la cour en exil du roi d'Angleterre Jacques II, qui avait fui après les défaites et le traité de Limerick. Son cousin germain Louis XIV l'installe alors dans le château historique des rois de France, qu'il a déserté depuis 1673 pour s'installer à Versailles.
Selon les calculs de l'historien Guy Chaussinand-Nogaret, 2 500 personnes constituent le chiffre moyen de la population jacobite de Saint-Germain-en-Laye, entre 1690 et 1702, cette période correspondant au maximum d'entrées sur les registres paroissiaux de la commune.
On peut évaluer sensiblement au même niveau le nombre de réfugiés résidant à Paris et regroupés, pour l'essentiel, dans la paroisse Saint-Sulpice où les abritaient baigneurs et hôtels garnis. Ajoutons encore quelque deux mille individus établis dans les ports – surtout bretons –, la communauté des Irlandais de Nantes étant la plus nombreuse.
On compte aussi nombre de chômeurs, mendiant une solde ou une pension, humiliés, misérables, vivant dans des chambres meublées, dans les petits hôtels de Saint-Sulpice, tombent sous la dépendance du roi de France qui leur alloue quelque pension, ou vivent de la charité publique. À Saint-Germain et à Paris, 345 réfugiés misérables, tous des meilleures maisons d'Angleterre et d'Irlande, et beaucoup chargés de famille, vivent des petits secours que leur distribuent la reine d'Angleterre et le curé de Saint-Sulpice. D'autres acceptent de petites besognes d'espionnage qui entretiennent un courant de défiance et contribuent à dissoudre l'union autour du roi que la cour de Saint-Germain avait à peu près réussi à préserver. Les Jacobites se diluent dans la société ambiante et ne préservent leur originalité nationale que dans l'armée où les régiments les maintiennent en corps.
La déclaration royale du 30 novembre 1715 accorda la nationalité française aux officiers, gens de guerre et soldats ayant servi dix ans, sans qu'ils soient tenus de prendre des lettres de naturalité. Les alliances conclues très tôt dans l'aristocratie la mieux nantie avec des familles françaises ont également favorisé le glissement vers une naturalisation française, facilitée par le niveau de vie moyen élevé d'une partie des réfugiés.

## La diaspora jacobite dans les ports européens
La diaspora jacobite dans les ports européens se repartit surtout en France, en Espagne et dans une moindre mesure en Suède. Le port français le plus recherché est Nantes, mais toute la côte ouest est concernée. Anglais et Irlandais sont nombreux à Bordeaux, mais beaucoup ne se rattachent que par accroc à la diaspora jacobite. La Rochelle est le centre d'un commerce triangulaire : les marchandises d'Irlande sont exportées aux îles d'Amérique d'où Robert Bodkin, Jacques White et Edmond Gould, Thomas Wallace et Butler retirent des sucres blancs. En Espagne, le principal point de fixation est Cadix. Là se sont établis Diego Caroll, Edouard Crean, James Caroll et quelques filiales des puissantes maisons de Dunkerque et de Nantes : Loftus et Bray, James et Edouard Gough, François Sarsfield. Sur une soixantaine de raisons sociales connues, une douzaine sont à Stockholm et Goteborg, trois à Elseneur, six à Ostende, une douzaine à Nantes, huit à Bordeaux, neuf à Cadix.

## Les Jacobites dans les Caraïbes
Les jacobites ont joué un rôle militaire puis économique de premier plan dans la mer des Caraïbes, en particulier lors des conflits entre Anglais et Français après la Glorieuse Révolution.
Le 8 juin 1694, selon l'historien américain Clarence H. Haring, ils sont à l'origine de l'expédition de la Jamaïque, une flotte de 22 vaisseaux et 1 500 hommes partis du Port de Nantes sous la direction de l'amiral Jean-Baptiste du Casse pour attaquer la Jamaïque. Ils brûlent des centaines de maisons et s'emparent de 1 300 esclaves qu'il emmènent à Saint-Domingue, mais ne cherchent pas à s'emparer de la Jamaïque, jugée trop difficile à prendre.

## Les rébellions jacobites

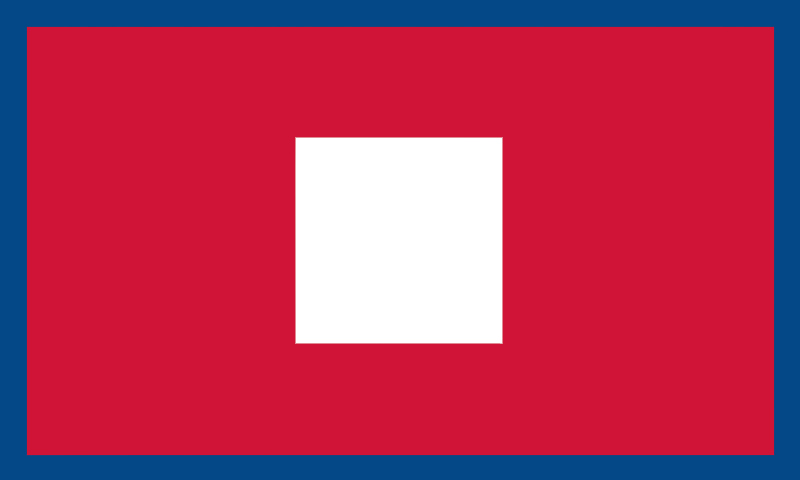
Drapeau des Jacobites au XVIIIe siècle.

Les régions où les idées jacobites rencontrèrent le plus de soutien furent l'Irlande et l'Écosse.

### En Irlande
En Irlande, le roi Jacques II et VII fut battu par Guillaume III en personne à la bataille de la Boyne (situé entre Dublin et Belfast, au nord-est de l'île) le 12 juillet 1690 et de la bataille d'Aughrim. La bataille de la Boyne est un événement toujours fêté par un jour férié et de grands défilés par les protestants « orangistes » en Irlande du Nord). L'insurrection continua jusqu'à 1692 quand les derniers jacobites irlandais furent contraints de fuir le port de Limerick au sud-ouest de l'île et sont allés vivre en exil en France. Connus dans l'histoire irlandaise comme les oies sauvages.

### En Écosse
L'Écosse, où les jacobites furent pourtant moins nombreux qu'en Irlande, a été l'objet de cinq tentatives de reconquête jacobites en 54 ans, toutes lancées à partir de la France. La première en 1692 (avec la bataille navale de la Hougue), puis en 1708, 1715, 1719 et surtout en 1746.

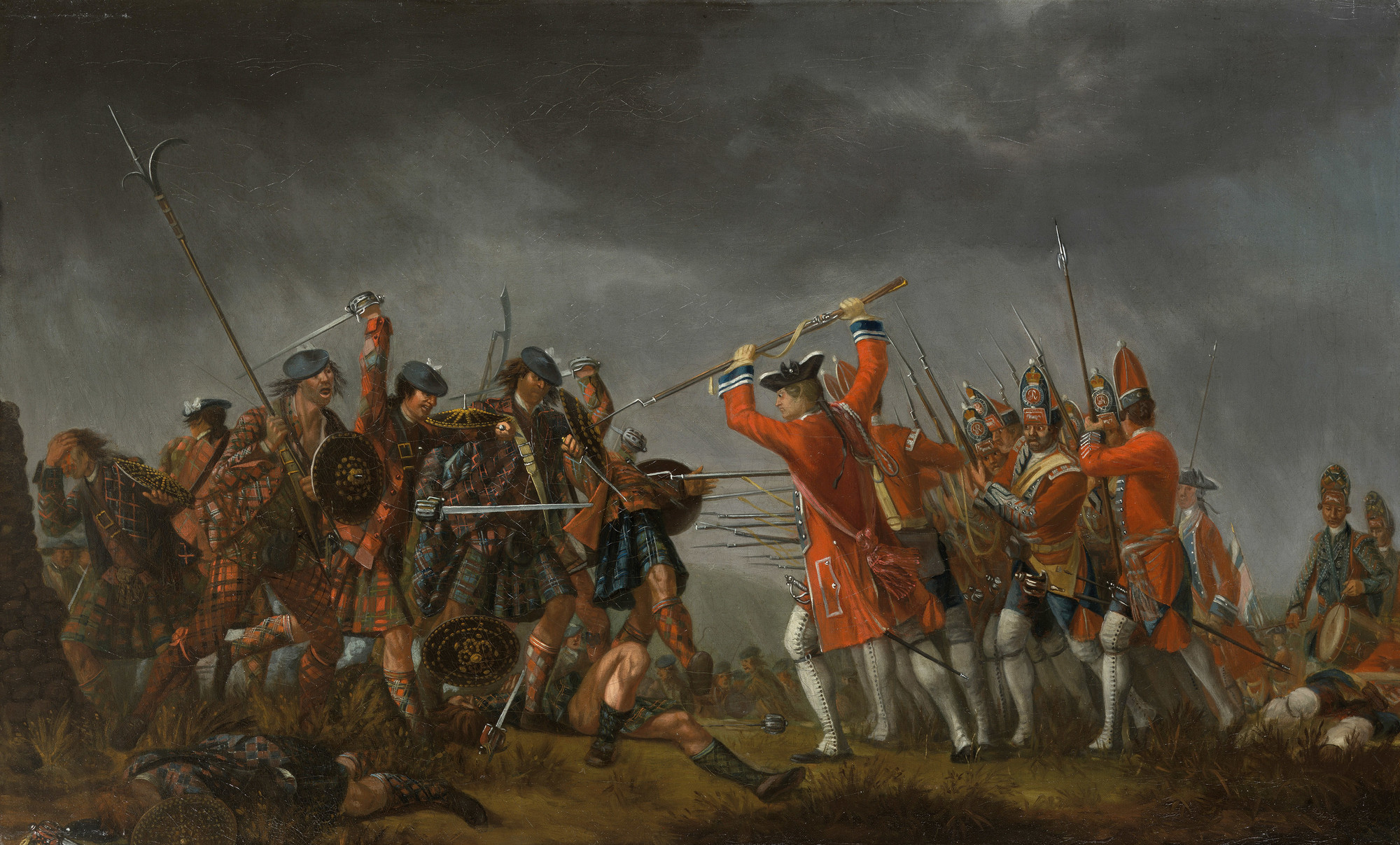
Bataille de Culloden (1746), par David Morier.

C'est en Écosse, berceau de la dynastie des Stuart, qui venaient de Bretagne (Dol) que Jacques François Stuart (« Jacques VIII » pour les Jacobites écossais et « Jacques III » pour les jacobites hors d'Écosse, « le Vieux Prétendant » pour les Whigs) tenta de débarquer en 1708, lança une insurrection en 1715, et encore une fois tenta de débarquer en 1719.
C'est aussi en Écosse et en son nom que son fils Charles Édouard Stuart (« le Prince de Galles, Prince Régent, Lieutenant des trois Royaumes » et futur « Charles III » pour les Jacobites, « le Jeune Prétendant » pour les Whigs), lança la toute dernière insurrection en 1745, battit les Anglais en Écosse à la bataille de Prestonpans le 21 septembre 1745, et pénétra jusqu'à 250 kilomètres en Angleterre où il gagna la ville de Derby (à 192 kilomètres de Londres) avant qu'il ne soit obligé par ses conseillers militaires de se retirer. Il est accompagné tout au long de cette expédition par le duc d'Eguilles, représentant de Louis XV.
Il subit une défaite écrasante devant le prince Guillaume Auguste, duc de Cumberland (1721-1765), fils du roi George II (1683-1760, régnant depuis 1727) à la bataille de Culloden en Écosse, le 16 avril 1746. La répression sur les rescapés de la bataille et les civils vivant aux alentours fut féroce, à l'initiative du duc de Cumberland, « le boucher des Highlands ». La cause jacobite était ruinée en Écosse. Près d'un millier de prisonniers furent réduits en esclavage et déportés aux États-Unis dans des plantations où ils jouèrent un rôle essentiel dans l'histoire de la culture du coton.
La dispersion des Jacobites en Europe, à partir de la Provence a été étudiée par Gérard Valin, à propos notamment des Monroe restés catholiques. On retrouve leurs traces en Prusse, en Autriche, en Lorraine, ainsi que dans la région lyonnaise et en Avignon.

### Ultime complot et fin du mouvement jacobite
En 1767, à la suite de la mort de « Jacques III et VIII » à Rome en 1766, un dernier complot pour soutenir « Charles III » fut déjoué parmi certains de la classe politique à Londres mais sans aucun réel espoir de succès. Charles habita à Florence et puis à Rome où il mourut sans héritier mâle légitime en 1788. Son frère cadet, Henri Benoît Stuart, cardinal évêque de Frascati et doyen du collège des cardinaux, « Henri IX d'Angleterre et d'Irlande et Ier d'Écosse » pour les Jacobites, est le dernier prince en descendance directe de la dynastie Stuart, qui a commencé à régner en Écosse en 1371. Dans ses dernières années de pauvreté (à la suite de l'occupation de Rome par les troupes napoléoniennes), le cardinal a reçu une retraite privée et généreuse de la part du roi George III (1738-1820, régnant depuis 1760). Comme c'était en 1801 que, après l'abolition du Parlement irlandais, les trois royaumes étaient réunis dans une seule législature (le Parlement du Royaume-Uni), c'était à George III comme roi du Royaume-Uni de Grande-Bretagne et d'Irlande que le cardinal Stuart — à sa mort en 1807 — a légué toutes les archives des Stuart en exil et tous les bijoux et sceaux pris par son grand-père Jacques II et VII en 1688. Certains peuvent être vus aujourd'hui dans la collection des couronnes et joyaux de la couronne d'Angleterre dans la forteresse de la Tour de Londres. Les archives se trouvent dans la bibliothèque royale au château de Windsor.
Sauf parmi les jacobites modernes (une très petite minorité), ce dernier acte du cardinal est considéré comme l'épilogue qui ferme pour toujours le livre de la célèbre famille royale des Stuart et de la cause du jacobitisme.

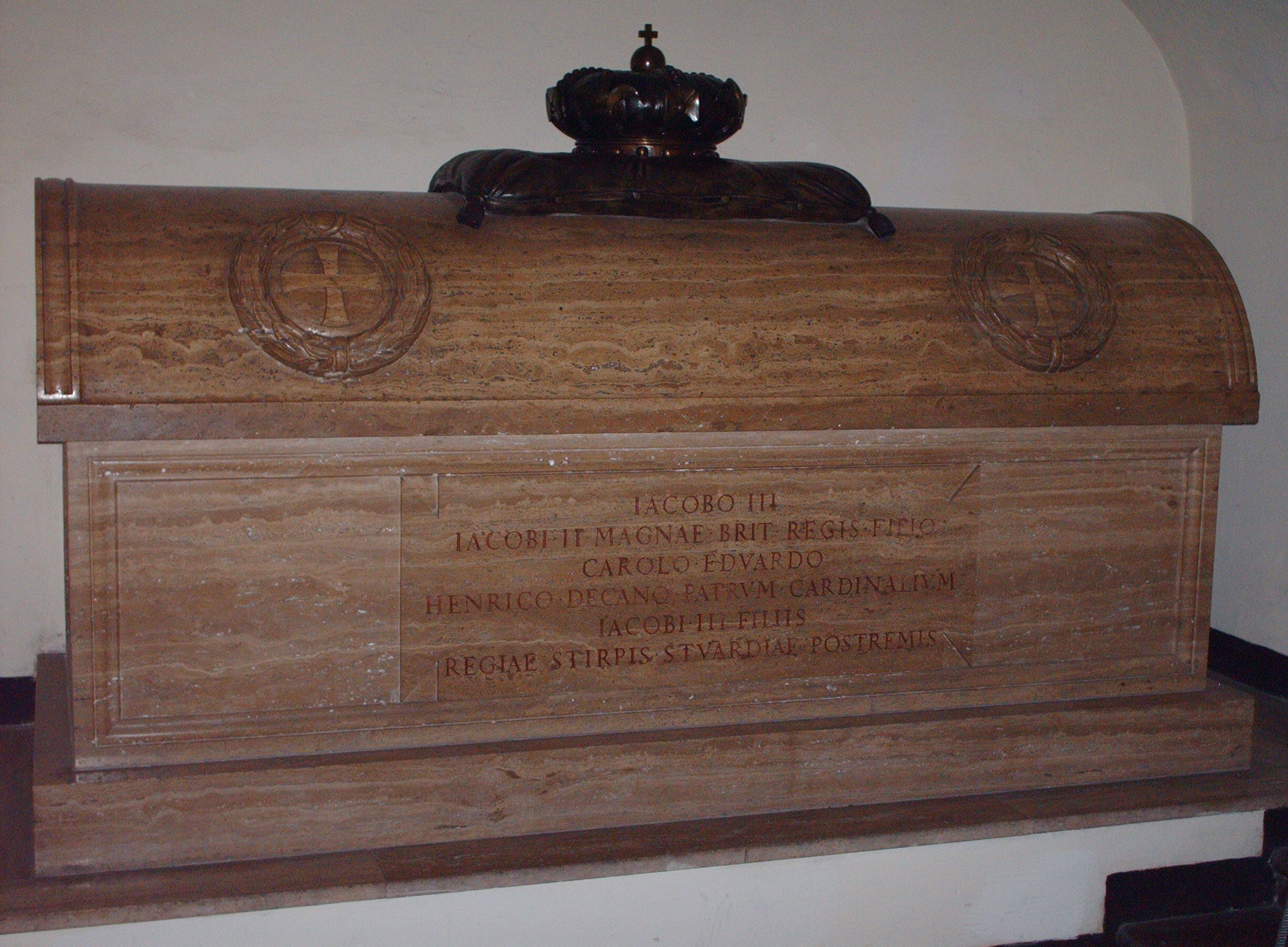
Tombe de Jacques François Édouard Stuart, Charles Édouard Stuart et Henri Benoît Stuart, « grotte vaticane », Basilique de Saint-Pierre.

Jacques François Stuart et ses deux fils sont enterrés ensemble au Vatican dans la basilique Saint-Pierre, dans un tombeau érigé par le pape Pie VII (Barnaba Niccolò Maria Luigi Chiaramonti 1742-1823, régnant de 1800 à 1823) avec une inscription qui leur donne, pour une dernière fois, leurs titres royaux. Le tombeau de Jacques II et VII se trouve dans l'église paroissiale en face de sa résidence d'exil, le château de Saint-Germain-en-Laye dans la banlieue ouest de Paris. Dans les années 1820, l'église était rebâtie. Le roi George IV (1762-1830, régnant depuis 1820) promet de construire un monument à la fin de ces travaux. Dans un acte final de la réconciliation, ce monument sur le tombeau de Jacques II et VII est érigé 148 ans après sa mort, aux frais de la reine Victoria (1819-1901, régnante depuis 1837).
Après la mort du cardinal Stuart, le titre de prétendant aux trônes britanniques est passé à des cousins éloignés, descendants d'une autre sœur de Jacques II et VII, la princesse Henriette Anne Stuart, duchesse d'Orléans. D'après son testament, qu'il signe « Henry R », ses prétentions à la couronne britannique passent à son plus proche parent, Charles-Emmanuel IV, roi de Sardaigne, un catholique. Le représentant aîné actuel de la Maison de Stuart est François de Wittelsbach, duc de Bavière, reconnu comme prétendant légitime par la plupart des Jacobites contemporains. Pourtant, ni celui-ci, ni aucun des successeurs de cardinal Stuart n'ont jamais fait publiquement de déclarations d'intention de revendiquer ces droits. À cause d'un mariage entre un oncle et sa nièce, célébré avec dispense pontificale, certains jacobites protestants ne reconnaissent pas cela et veulent reconnaître comme prétendante la princesse Alice de Bourbon-Parme, veuve de feu l'infant Alphonse d'Espagne, prince de Bourbon-Deux Siciles, titré duc de Calabre.

## Liste des prétendants

### Liste des prétendants de la Maison de Stuart aux trônes d'Angleterre, d'Écosse et d'Irlande après 1688
1. Jacques II d'Angleterre et d'Irlande et VII d'Écosse (6 février 1685 – 16 septembre 1701).
2. Jacques III et VIII (16 septembre 1701 – 1er janvier 1766), Jacques François Stuart, aussi connu comme le Chevalier de St. George ou « le Vieux Prétendant ».
3. Charles III (1er janvier 1766 – 31 janvier 1788), Charles Édouard Stuart, aussi connu comme « Bonnie Prince Charlie », « le Jeune Chevalier », ou « le Jeune Prétendant ».
4. Henri IX et Ier (31 janvier 1788 – 13 juillet 1807), Henri Benoît Stuart, Cardinal-Duc d'York.

Les prétendants suivants, bien qu'héritiers présomptifs, ne revendiquent plus officiellement les titres de roi d'Angleterre, d'Irlande et d'Écosse.

### Prétendants Jacobites depuis 1807
Après la mort du cardinal Henri Benoît Stuart, les Jacobites voient la succession légitime aux trônes d'Angleterre, d'Écosse et d'Irlande passer aux descendants aînés de la princesse Henriette Anne, duchesse d'Orléans, la plus jeune fille du roi Charles Ier. En 1807, cette personne est l'ancien roi de Sardaigne, de la Maison de Savoie. Depuis lors, la succession est passée à la Maison d'Autriche-Este (duché de Modène), puis à la Maison de Wittelsbach, où elle est encore aujourd'hui :
1. Charles IV (Charles-Emmanuel IV de Sardaigne) (13 juillet 1807 – 6 octobre 1819)
2. Victor Ier (Victor-Emmanuel Ier de Sardaigne) (6 octobre 1819 – 10 janvier 1824), son frère
3. Marie III (ou II d'Angleterre et d'Irlande puisque Marie II d'Angleterre était en opposition et non reconnue par Jacques II) et II d'Écosse (Marie Béatrice de Savoie, duchesse de Modène) (10 janvier 1824 – 15 septembre 1840), sa fille.
4. François Ier (François V de Modène) (15 septembre 1840 – 20 novembre 1875), son fils.
5. Marie IV (ou III) et III (archiduchesse Marie Thérèse d'Autriche-Este, reine de Bavière) (20 novembre 1875 – 3 février 1919), sa nièce.
6. Rupert ou Robert Ier et IV (Rupprecht, prince héritier de Bavière) (3 février 1919 – 2 août 1955), son fils.
7. Albert Ier (Albrecht, duc de Bavière) (2 août 1955 – 8 juillet 1996), son fils.
8. François II (François, duc de Bavière) (depuis le 8 juillet 1996), son fils.

### Généalogie
- Charles Ier d'Angleterre (1600-1649)
  -  Charles II d'Angleterre (1630-1685)
  -  Jacques II d'Angleterre (1633-1701)
    -  Jacques François Stuart (1688-1766)
      -  Charles Édouard Stuart (1720-1788)
      -  Henri Benoît Stuart (1725-1807)

  - Henriette d'Angleterre (1644-1670) 
    - Anne-Marie d'Orléans (1669-1728) 
      - Charles-Emmanuel III de Sardaigne (1701-1773) 
        - Victor-Amédée III de Sardaigne (1726-1796) 
          -  Charles-Emmanuel IV de Sardaigne (1751-1819)
          -  Victor-Emmanuel Ier de Sardaigne (1759-1824)
            -  Marie-Béatrice de Sardaigne (1792-1840)
              -  François V de Modène (1819-1875)
              - Ferdinand-Charles de Modène (1821-1849) 
                -  Marie-Thérèse de Modène (1849-1919)
                  -  Robert de Bavière (1869-1955)
                    -  Albert de Bavière (1905-1996)
                      -  François de Bavière (1933)

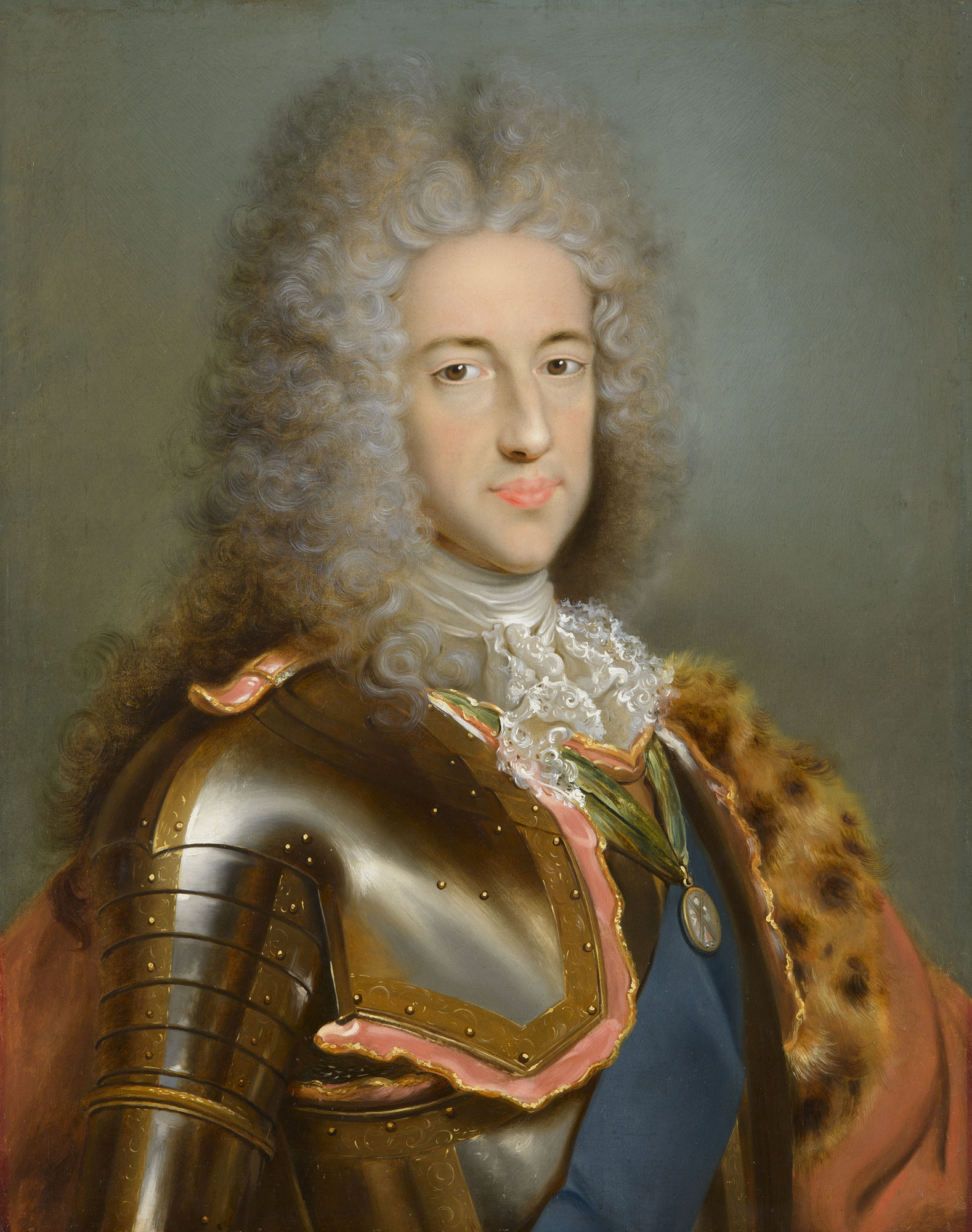
Jacques François Stuart (1688-1766).
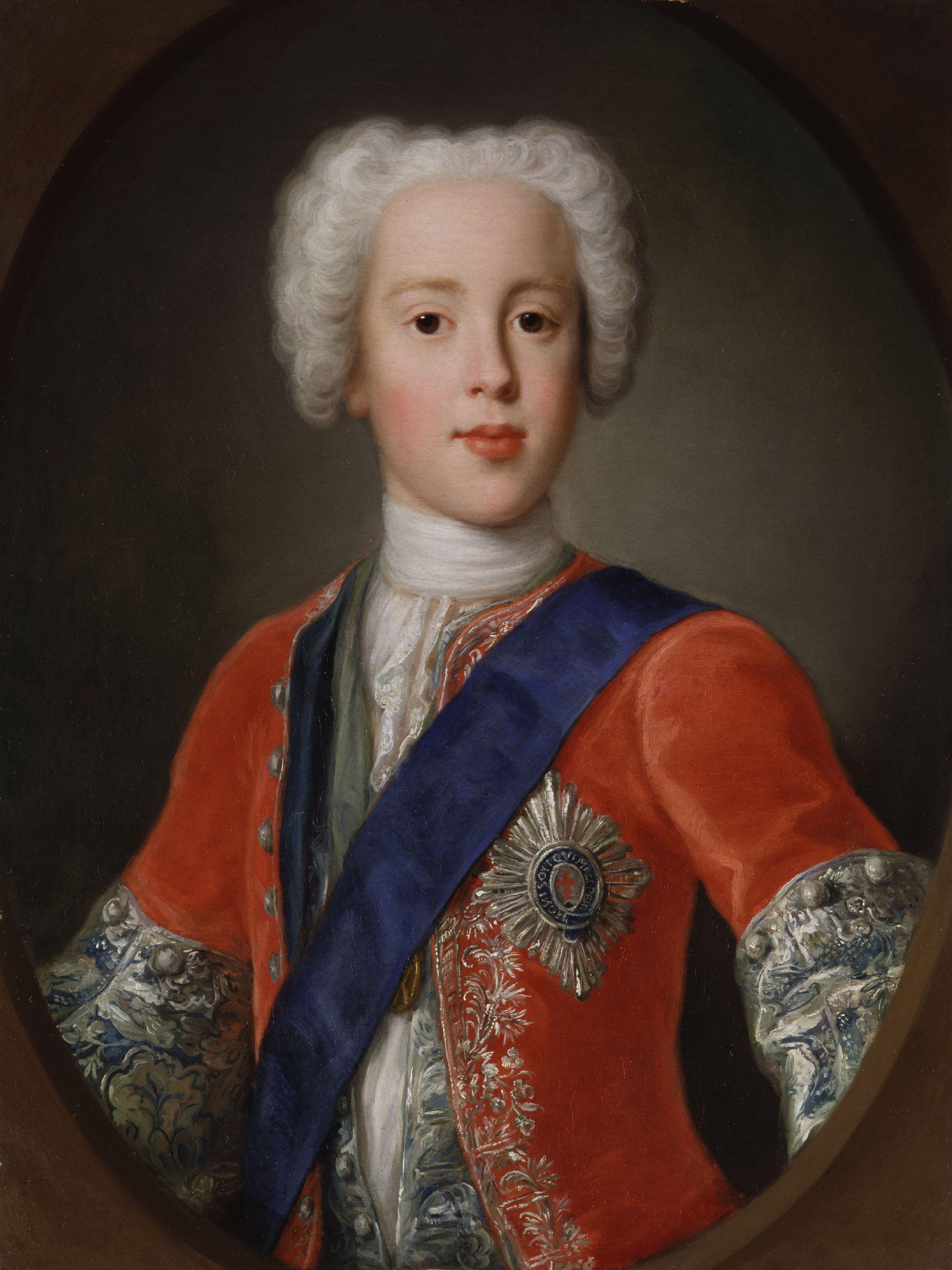
Charles Édouard Stuart (1720-1788).
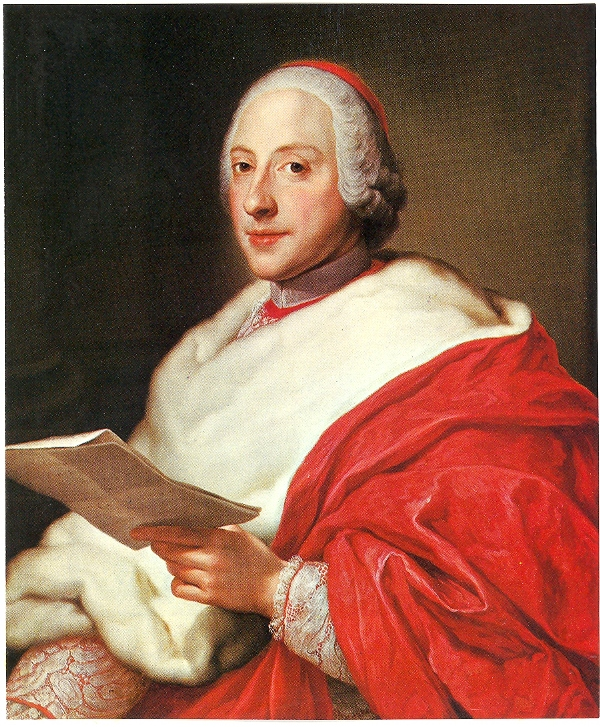
Henri Benoît Stuart (1725-1807).
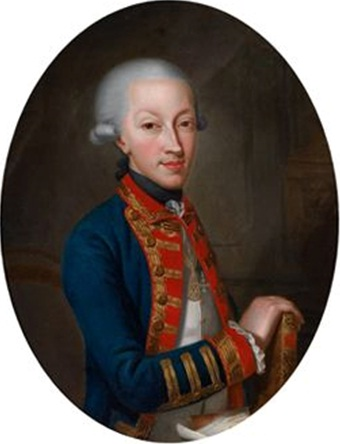
Charles-Emmanuel IV de Sardaigne (1751-1819).
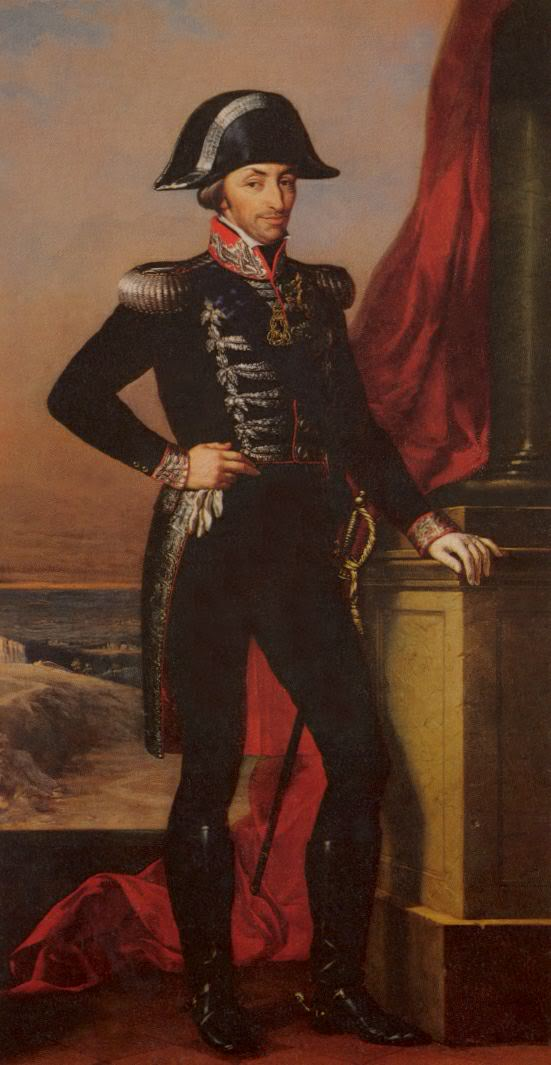
Victor-Emmanuel Ier de Sardaigne (1759-1824).

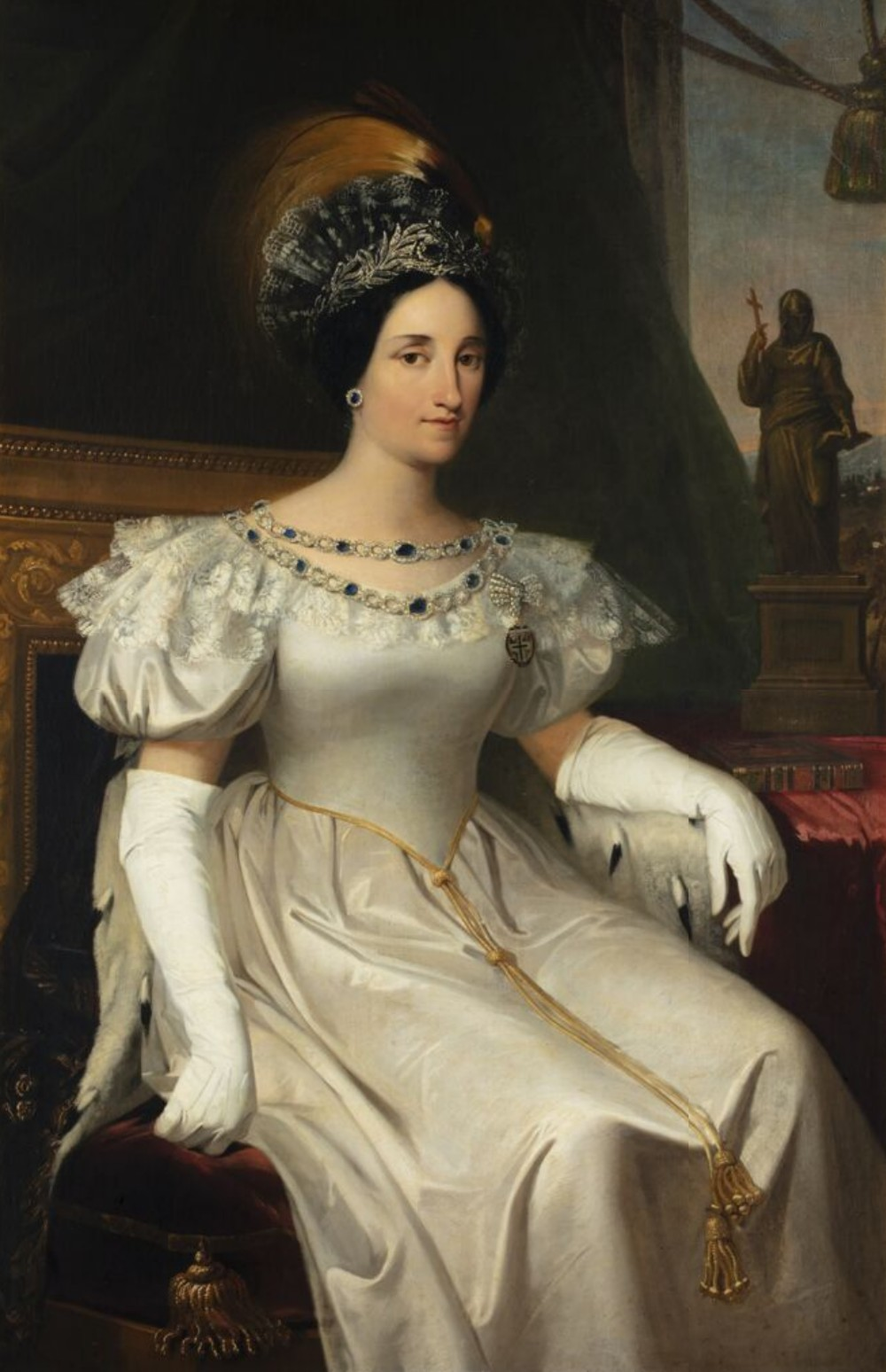
Marie-Béatrice de Sardaigne (1792-1840).
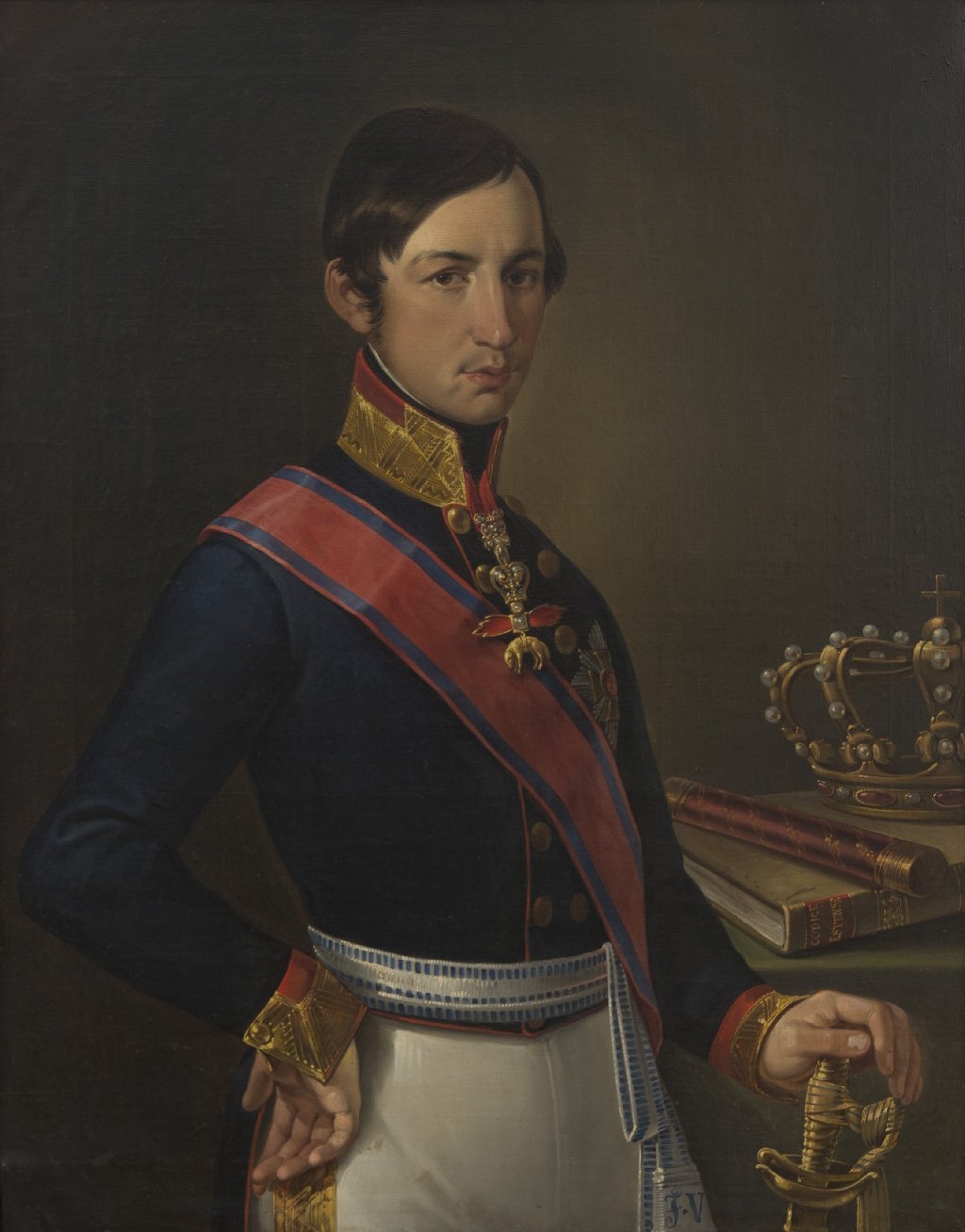
François V de Modène (1819-1875).
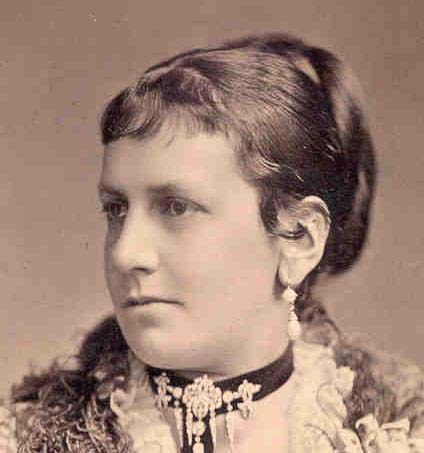
Marie-Thérèse de Modène (1849-1919).
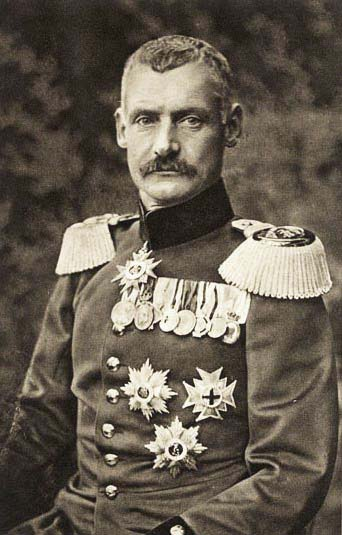
Robert de Bavière (1869-1955).
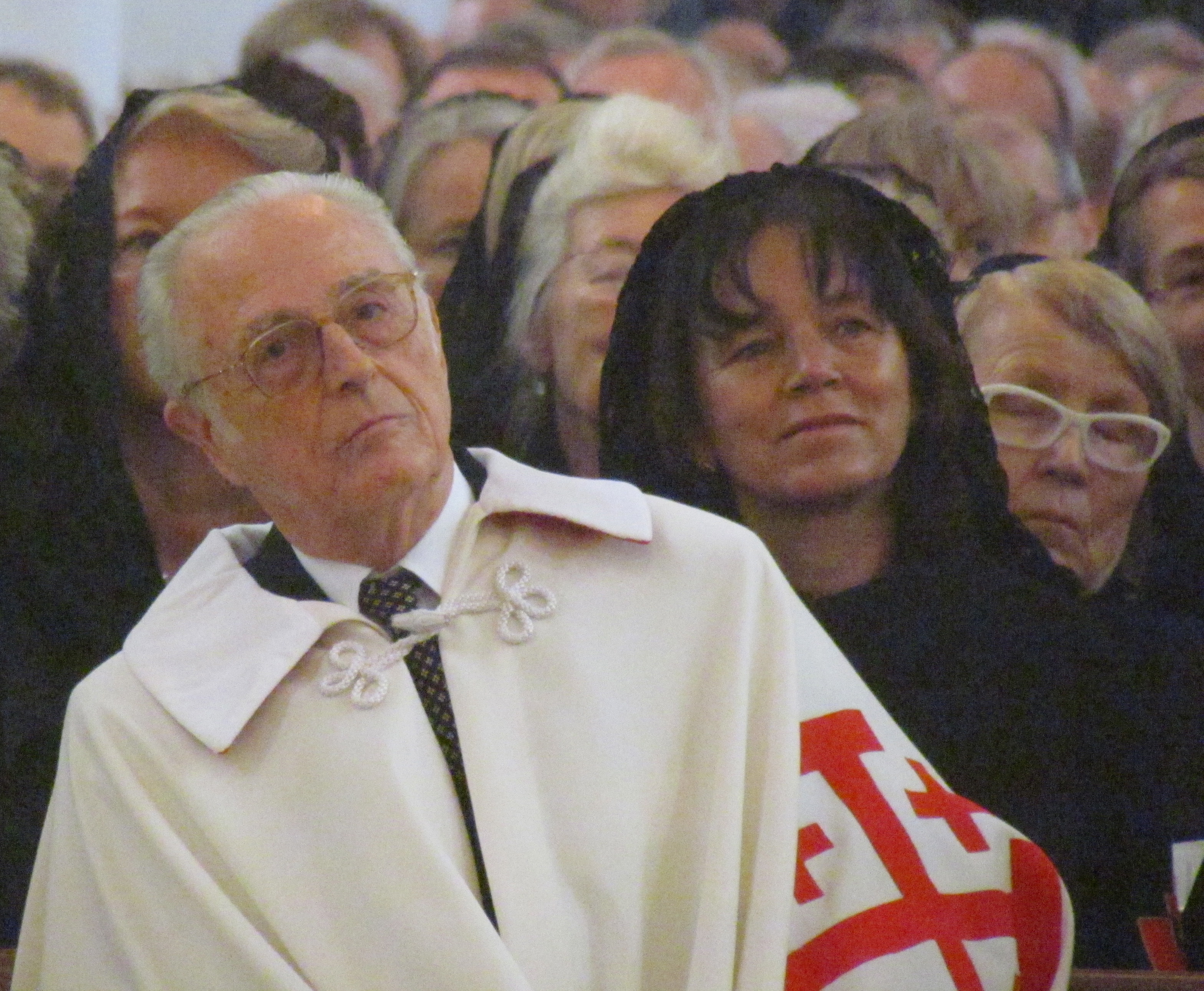
François de Bavière (1933).

## Familles jacobites réfugiées en France
- Famille Thave
- Famille Leblanc (nom français)
- Famille Monroe
- Clarke de Dromantin :
  - l'auteur Patrick Clarke de Dromantin
- Famille de Mac-Mahon
- O'Brien de Thomond :
  - Charles O'Brien de Thomond
- O'Gorman 
  - Chevalier O'Gorman
- Famille de Saint Leger, comté de Kilkenny, Irlande :
  - Geoffrey de Saint Leger
  - Laurent de Saint Leger 1659-1737
  - Antoine de Saint Leger 1673-1747
  - Mathieu de Saint Leger 1695-1746
  - Richard de Saint Leger 1710-1745
- Sarsfield :
  - Patrick Sarsfield
  - Paul Sarsfield
- Stapleton :
  - Jean Ier Stapleton
  - Jean II Stapleton
  - William Stapleton
- Walsh de Serrant :
  - Phillip Walsh
  - Antoine Walsh
  - François Jacques Walsh
- Émile de Wogan
- Mitchell établis en Irlande :
  - Pierre Mitchell
  - François-Patrice Mitchell

### Article lié
- Rébellions jacobites